# Shania Twain
Shania Twain, właśc. Eilleen Regina Edwards (ur. 28 sierpnia 1965 w Windsor w prowincji Ontario) – kanadyjska piosenkarka i autorka piosenek z gatunku muzyki country, pop i rocka.
Za swoją działalność muzyczną otrzymała pięć nagród Grammy, 12 nagród Juno, 27 nagród BMI. Łącznie sprzedano około 100 milionów egzemplarzy jej płyt, przy czym jej trzeci album, Come on Over, osiągnął największą sprzedaż w historii wśród nagrań z muzyką country.

## Życiorys

### Rodzina i edukacja
Jest córką Sharon i Clarence'a Edwardsów. Gdy miała dwa lata, jej rodzice się rozwiedli. Po rozwodzie zamieszkała z matką i jej siostrą Jill w Timmins, gdzie jej matka wkrótce poślubiła Jerry'ego Twaina, Indianina z plemienia Ojibwa. Od tej pory Eilleen zaczęła nosić nazwisko przybranego ojca.
Wraz z czworgiem rodzeństwa miała trudne dzieciństwo. Jej matka i ojczym byli ubodzy, w domu często brakowało pieniędzy nawet na skromne utrzymanie. Gdy miała osiem lat, w celu wsparcia finansowego rodziny zaczęła występować, nieraz do późnych godzin nocnych, za marne pieniądze w lokalnych barach. Mimo skrajnie trudnych warunków artystka uważa, że tamte lata były dla niej swoistą „szkołą”, która ułatwiła jej osiągnięcie późniejszych sukcesów.
Uczęszczała do szkoły średniej Timmins High and Vocational School.

### Kariera zawodowa
Gdy miała 13 lat, została zaproszona do występu w programie telewizji CBS Tommy Hunter Show. W okresie nauki w szkole średniej była wokalistką lokalnego zespołu Longshoot. W 1985 roku w duecie z Timem Denisem nagrała swoją pierwszą piosenkę, która ukazała się na płycie (Heavy on the Sunshine).
W 1987 w wypadku samochodowym zginęła jej matka i ojczym. 22-letnia wówczas Eilleen przerwała karierę muzyczną i zaopiekowała się rodzeństwem. Wraz z przyrodnimi braćmi Markiem i Darrylem oraz siostrą Carrie-Ann przeprowadziła się do Huntsville.
W 1991 roku została zaproszona do sesji nagraniowej w Huntsville, czego efektem było podpisanie pierwszego kontraktu płytowego z menedżerem Richardem Frankiem. W tym czasie zaczęła stosować pseudonim artystyczny Shania, wywodzący się z języka Indian Ojibwa [Sha-nye-uh], co znaczy „w drodze”. Taki sam tytuł miał jej pierwszy album.
8 maja 2011 stacja telewizyjna OWN rozpoczęła emisję reality show z Shanią Twain. Program przedstawia życie piosenkarki od dzieciństwa do chwili obecnej. Pokazuje podróż w czasie, podczas której artystka próbuje odzyskać pewność siebie utraconą po trudnym rozstaniu z mężem. W programie Shania często mówi o tym, jak trudno jest jej teraz powrócić na scenę. Próbuje odnaleźć drogę wewnątrz siebie.
26 lipca 2022 roku na platformie Netflix ukazał się dokument poświęcony życiu artystki pt. Not Just a Girl. Tego samego dnia opublikowano również kolejny w karierze album z największymi przebojami artystki, które zostały wykorzystane w produkcji Netflixa, jak również nowo wydany utwór tytułowy filmu i albumu. 2 września tego samego roku album został wydany w wersji fizycznej. 23 września wydała singiel „Waking Up Dreaming”, którym zapowiadała swój szósty album. Queen of Me ukazał się 2 lutego 2023, Twain poprzedziła go premierą singla „Giddy Up!”, a później wydała jeszcze singiel „Not Just a Girl”.

## Dyskografia

### Albumy
- 1993: Shania Twain
- 1995: The Woman in Me
- 1997: Come On Over (międzynarodowa reedycja w 1999)
- 2002: Up!
- 2015: Still the One: Live from Vegas
- 2017: Now[12]
- 2023: Queen of Me[13]

### Albumy kompilacyjne
- 2004: Greatest Hits
- 2022: Not Just a Girl (The Highlights)

W sprzedaży ukazały się również nagrania Shanii z okresu 1989-1990. Jako single z tego typu albumów ukazały się „It's Alright” oraz „The Heart Is Blind”. Niektóre albumy zostały nazwane poszczególnymi tytułami piosenek.
- 1999: Beginnings 1989-1990
- 1999: On The Way
- 1999: For The Love Of Him
- 2000: Wild And Wicked
- 2000: The First Album
- 2001: The Complete Limelight Sessions
- 2004: The Rhytm Made Me Do It
- 2005: Beginnings (ponownie)
- 2005: Send It With Love
- 2007: All Fired Up, No Place To Go
- 2009: The First Time For The Last Time

### Single
- 1993: „What Made You Say That”
- 1993: „Dance With The One That Brought You”
- 1993: „You Lay A Whole Lot Of Love On Me”
- 1995: „Whose Bed Have Your Boots Been Under”
- 1995: „Any Man Of Mine”
- 1995: „The Woman In Me (Needs The Man In You)”
- 1995: „(If You're Not In It For Love) I'm Outta Here!”
- 1996: „You Win My Love”
- 1996: „No One Needs To Know”
- 1996: „Home Ain't Where His Heart Is (Anymore)”
- 1996: „God Bless The Child”
- 1997: „Love Gets Me Every Time”
- 1997: „Don't Be Stupid (You Know I Love You)”
- 1998: „Honey, I m Home”
- 1998: „You're Still The One”
- 1998: „From This Moment On”
- 1998: „When”
- 1998: „That Don't Impress Me Much!”
- 1999: „Man! I Feel Like A Woman!”
- 1999: „You've Got A Way”
- 1999: „Come On Over”
- 2000: „Rock This Country!”
- 2000: „Don't Be Stupid (You Know I Love You)” (UK)
- 2000: „I'm Holding On To Love (To Save My Life)”
- 2002: „I'm Gonna Getcha Good!”
- 2003: „Ka-Ching!”
- 2003: „Forever And For Always”
- 2003: „Thank You Baby (For Makin' Someday Come So Soon)”
- 2003: „When You Kiss Me”
- 2003: „Up!”
- 2003: „She's Not Just A Pretty Face” (PROMO)
- 2004: „It Only Hurts When I'm Breathing” (PROMO)
- 2004: „Party For Two”
- 2005: „Don't”
- 2005: „I Ain't No Quitter”
- 2006: „Shoes”
- 2011: „Today Is Your Day” (PROMO)
- 2012: „Endless love” (z Lionelem Richie)
- 2017: "Life's About To Get Good"
- 2017: "Swingin' with My Eyes Closed"
- 2017: "We Got Something They Don't"
- 2017: "Who's Gonna Be Your Girl"
- 2020: "Hole in the Bottle" (w duecie z Kelsea Ballerini)
- 2021: "Forever and Ever, Amen" (z Ronanem Keatingiem)
- 2022: "Not Just a Girl"
- 2022: "Waking Up Dreaming"
- 2023: "Giddy Up!"
- 2023: "Unhealthy" (z Anne-Marie)